# Die Gesunkenen
Die Gesunkenen ist ein deutsches Stummfilm-Gesellschaftsmelodram aus dem Jahre 1925 von Rudolf Walther-Fein mit Asta Nielsen, Otto Gebühr, Olga Tschechowa, Wilhelm Dieterle und Hans Albers in den Hauptrollen. Die Geschichte basiert auf dem Roman “Diebe” von Luise Westkirch.

## Handlung
Anna Grosser hat ein schweres Leben, seitdem ihr Gatte, ein einfacher, charakterschwacher Straßenbahnschaffner, eine größere Geldsumme unterschlagen hat. Seitdem muss sie sich in einer chemischen Fabrik als einfache Arbeiterin abrackern, um den gestohlenen Betrag wieder heranzuschaffen. Fabrikbesitzer Hammer ist eine ziemlich schräge, aalglatte Type mit zweifelhaftem Charakter, der einige Schwierigkeiten hat. Er hält sich jedoch an dem anständigen Herrn Römer, einem nicht mehr ganz jungen Dichter, schadlos, in dem er nach einem Betrug Römer anzeigt und dieser de facto für ihn, Hammer, vorübergehend ins Gefängnis gehen muss. So sind Anna und der Poet zwei gleichermaßen vom Schicksal geschlagene, verwundete Seelen, die eines Tages zusammenfinden, als Anna, um sich etwas dazuzuverdienen, als Aushilfe von Römers Freundin, einer Tänzerin, engagiert wird. 
Als Grosser seine Frau eines Tages an einen seiner Kumpels „verschachern“ will, tritt der mittlerweile wieder auf freiem Fuß befindliche Römer dazwischen und nimmt Anna zu sich. Gemeinsam wollen sie versuchen, trotz Römers üblen Erfahrungen mit Hammer, in dessen Fabrik als Arbeiter unterzukommen. Doch Grossers Spießgesellen, allesamt ziemlich fragwürdige Gestalten, drängen sie rasch wieder aus dem Betrieb hinaus. Währenddessen verfällt Grosser selbst immer mehr dem Alkohol. Als er eines Tages achtlos ein brennendes Streichholz fortwirft, kommt es in der Fabrik zu einer Explosion, die einen hohen Schornstein zusammenstürzen lässt und Grosser unter sich begräbt. Erst jetzt erkennt der nichtsnutzige Mann, was er an seiner Ehefrau hatte und bittet Anna, im Sterben begriffen, um Verzeihung. Anna und Römer, die beiden einsamen Herzen, können nun endlich wagen, ein gemeinsames Leben zu beginnen.

## Produktionsnotizen
Die Gesunkenen entstand im Herbst 1925 in Berlins Efa-Atelier, passierte am 17. Dezember 1925 die Filmzensur und wurde am 18. Januar 1926 in Berlins Mozartsaal uraufgeführt. Die Länge des mit Jugendverbot belegten Achtakters betrug 2741 Meter.
Rudolf Dworsky hatte die künstlerische Oberleitung, Paul Simmel die künstlerische Beratung. Jacques Rotmil gestaltete die Filmbauten.

## Kritiken
Kurt Pinthus schrieb 1926 in Das Tagebuch: „Der Film ist nicht kurzweilig, eher das Gegenteil. (…) Der Realismus in den “Gesunkenen” ist weder der deutsche Realismus aus Otto Brahms Theater, noch der kraß-glatte der Amerikaner, noch der typisierend-stilisierende der “neuen Sachlichkeit”. Es ist ein übertrieben frisierter Realismus, und deshalb nicht überzeugend und nicht erschütternd. (…) Verkommene und Verkommende aller Schichten bevölkern den Film. Aus ihnen ragt einsam die Klassikerin des Filmspiels auf: Asta Nielsen. Manchmal wirkt sie ein wenig zurechtgemacht. Dann aber offenbart sie im Antlitz, in den Händen, im Gang, mit undefinierbar einfachen Mitteln, als geduldige, verstockte, sich lösende Schmerzensfrau so Erschütterndes, Rührendes, Tragisches — wie solches keine andere Filmspielerin der Welt zu geben vermag.“
In Die Bühne konnte man 1926 lesen: „Asta Nielsen ist die unerreichte Meisterin der geweinten und der ungeweinten Träne, des schweigsamen Leidens, des Verfalls ‚von Stufe zu Stufe‘. Damit ist ihr der Weg zum sozialen Film gewiesen, zum Drama des leidenden Weibes. Von der innerlichen, ins Große strebenden und wirkenden Gestaltungskraft dieser wunderbaren Schauspielerin, die jetzt eine neue Blütezeit ihrer Kunst und ihres Erfolges erlebt, empfangen selbst Kolportagefilme das Air der Echtheit. (…) Der Film gewinnt Interesse auch durch die Mitwirkung Otto Gebührs, des seit seinem Fridericus berühmten Charakterdarstellers, in der Rolle des Dichters Römer“.